# سارابول
سارابول (بالروسية: Сарапул) هي إحدى مدن روسيا في الكيان الفدرالي الروسي أودمورتيا.

## المناخ
يظهر الجدول التالي التغييرات المناخية على مدار السنة لسارابول:
| البيانات المناخية لـسارابول            | البيانات المناخية لـسارابول | البيانات المناخية لـسارابول | البيانات المناخية لـسارابول | البيانات المناخية لـسارابول | البيانات المناخية لـسارابول | البيانات المناخية لـسارابول | البيانات المناخية لـسارابول | البيانات المناخية لـسارابول | البيانات المناخية لـسارابول | البيانات المناخية لـسارابول | البيانات المناخية لـسارابول | البيانات المناخية لـسارابول | البيانات المناخية لـسارابول |
| الشهر                                  | يناير                       | فبراير                      | مارس                        | أبريل                       | مايو                        | يونيو                       | يوليو                       | أغسطس                       | سبتمبر                      | أكتوبر                      | نوفمبر                      | ديسمبر                      | المعدل السنوي               |
| -------------------------------------- | --------------------------- | --------------------------- | --------------------------- | --------------------------- | --------------------------- | --------------------------- | --------------------------- | --------------------------- | --------------------------- | --------------------------- | --------------------------- | --------------------------- | --------------------------- |
| الدرجة القصوى °م (°ف)                  | 4.3 (39.7)                  | 5.6 (42.1)                  | 10.8 (51.4)                 | 28.2 (82.8)                 | 32.7 (90.9)                 | 36.2 (97.2)                 | 37.0 (98.6)                 | 38.3 (100.9)                | 31.9 (89.4)                 | 22.5 (72.5)                 | 12.1 (53.8)                 | 4.5 (40.1)                  | 38.3 (100.9)                |
| متوسط درجة الحرارة الكبرى °م (°ف)      | −8.8 (16.2)                 | −7.5 (18.5)                 | −0.6 (30.9)                 | 9.6 (49.3)                  | 19.0 (66.2)                 | 23.8 (74.8)                 | 25.4 (77.7)                 | 22.5 (72.5)                 | 15.9 (60.6)                 | 7.3 (45.1)                  | −1.7 (28.9)                 | −6.9 (19.6)                 | 8.2 (46.8)                  |
| المتوسط اليومي °م (°ف)                 | −12.4 (9.7)                 | −11.3 (11.7)                | −4.7 (23.5)                 | 4.9 (40.8)                  | 13.0 (55.4)                 | 18.1 (64.6)                 | 19.9 (67.8)                 | 17.3 (63.1)                 | 11.5 (52.7)                 | 4.1 (39.4)                  | −4.4 (24.1)                 | −10.2 (13.6)                | 3.8 (38.8)                  |
| متوسط درجة الحرارة الصغرى °م (°ف)      | −16.0 (3.2)                 | −15.1 (4.8)                 | −8.7 (16.3)                 | 0.2 (32.4)                  | 6.9 (44.4)                  | 12.3 (54.1)                 | 14.3 (57.7)                 | 12.1 (53.8)                 | 7.1 (44.8)                  | 1.0 (33.8)                  | −7.0 (19.4)                 | −13.4 (7.9)                 | −0.5 (31.1)                 |
| أدنى درجة حرارة °م (°ف)                | −38.4 (−37.1)               | −37.6 (−35.7)               | −30.9 (−23.6)               | −19.1 (−2.4)                | −5.9 (21.4)                 | −0.2 (31.6)                 | 4.6 (40.3)                  | −0.7 (30.7)                 | −4.6 (23.7)                 | −13.7 (7.3)                 | −32.3 (−26.1)               | −39.4 (−38.9)               | −39.4 (−38.9)               |
| الهطول مم (إنش)                        | 41.3 (1.63)                 | 28.7 (1.13)                 | 30.1 (1.19)                 | 31.5 (1.24)                 | 47.6 (1.87)                 | 63.1 (2.48)                 | 60.4 (2.38)                 | 69.2 (2.72)                 | 58.2 (2.29)                 | 54.9 (2.16)                 | 48.6 (1.91)                 | 42.1 (1.66)                 | 575.7 (22.67)               |
| المصدر: Weather and climate in Sarapul |                             |                             |                             |                             |                             |                             |                             |                             |                             |                             |                             |                             |                             |